# Herrschaft Burkheim

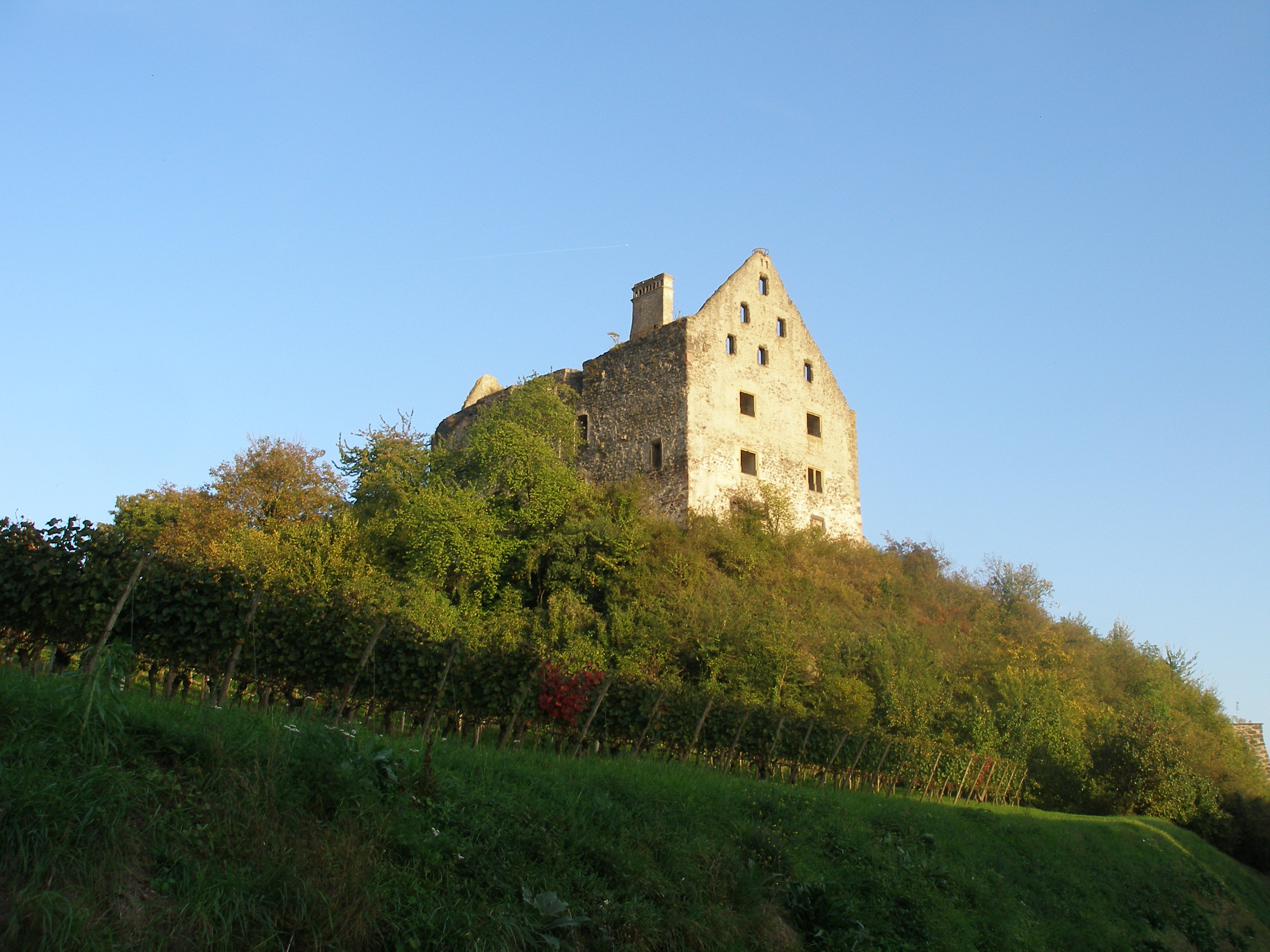
Schloss Burkheim

Die Herrschaft Burkheim mit Sitz auf Schloss Burkheim in Burkheim am Kaiserstuhl, heute ein Stadtteil von Vogtsburg im Kaiserstuhl im Landkreis Breisgau-Hochschwarzwald in Baden-Württemberg, kam im 10. Jahrhundert an das Kloster Einsiedeln. 
Im Jahr 1560 bekam Lazarus von Schwendi die Pfandschaft von Schloss, Stadt und Herrschaft Burkheim mit Oberrotweil, Oberbergen, Vogtsburg und Jechtingen. Auf dem Gelände einer Burgruine wurde das Schloss Burkheim errichtet, das 1673 von französischen Truppen zerstört wurde. Letzter reichsunmittelbarer Herr von Burkheim war Egid Joseph Karl von Fahnenberg.
Im Rahmen der Mediatisierung im Jahr 1806 kam die Herrschaft Burkheim unter die Landeshoheit des Großherzogtums Baden.